# Le Tracassin
Pour les articles homonymes, voir Tracassin.
Le Tracassin ou Les Plaisirs de la ville est un film français réalisé par Alex Joffé, sorti en 1961.

## Synopsis
André Loriot est l'assistant et l'homme de confiance du Docteur Clérac, le directeur d'un laboratoire de Psycho-chimie, qui a pour slogan « La bonne humeur c'est la santé » et qui a conçu les pilules euphorisantes BH33. Ce jour-là, il a une journée fort chargée, après avoir programmé l'échange de son appartement avec une prof de musique afin de vivre avec Juliette, il rencontre fortuitement Madame Gonzalès à qui il demande de faire tourner sa voiture pendant qu'il se rend à sa banque. En échange il devra la conduire chez le coiffeur. En sortant de la banque, il constate que Madame Gonzalès (qui n'a pas eu la patience d'attendre) est partie seule chez le coiffeur avec la voiture d'André. Entre-temps il apprend que sa sœur a accouché, et il part acheter de la layette. Au magasin une Anglaise est sur le point d'accoucher, la voiture d'André est réquisitionnée pour la conduire à la clinique. André arrive en retard à un rendez-vous d'affaire avec un homme d'affaires hollandais. 
Ce dernier pense surtout à draguer mais ne maîtrisant pas la langue, il demande à André de le faire à sa place, mais ce dernier se fait éconduire. Il apprend ensuite que Madame Gonzalès est la maîtresse de son patron. André lui sert d'alibi en allant au restaurant où il est censé déjeuner et en prenant les communications de son épouse. Après toutes ces péripéties, l'échange d'appartement ne peut se faire, la  prof de musique réclamant une reprise de 3 millions que ni lui ni Juliette ne possèdent, il avale alors une dose excessive d'euphorisants pour réclamer cette somme à son patron qui lui répondra en le mettant à la porte. 
Après avoir eu des démêlés avec l'ambassadeur d'Albanie qui le mèneront au poste de police, André tente de relativiser les choses d'autant que tout finira par s'arranger.

## Fiche technique
- Réalisation : Alex Joffé, assisté de D. Mage, F. Boucher, B. Chesnais
- Scénario et adaptation : Jean-Bernard Luc, Alex Joffé
- Dialogues : Jean-Bernard Luc
- Photographie : Marc Fossard ; Paul Rodier et Serge Rapoutet (opérateurs)
- Son : René Sarazin
- Montage : Éric Pluet
- Musique : Georges Van Parys (éditions Manèges)
- Chanson : Puisqu’on s’aime, paroles de Bernard Dimey (éditions Pathé Marconi)
- Décors : Rino Mondellini ; Gabriel Béchir (ensemblier)
- Maquillage : Janine Jarreau
- Coiffures : Henry Prévost
- Production : Pierre Cabaud, René Bézard
- Sociétés de production : Les Films Raoul Ploquin, Pathé Cinéma
- Sociétés de distribution : Consortium Pathé
- Format : Noir et blanc - 35 mm - 1,37:1 - Son monophonique (enregistrement Poste Parisien)
- Tournage : Studios « Franstudio »
- Tirage : Laboratoire G.T.C de Joinville
- Genre : Comédie
- Durée : 103 minutes
- Date de sortie : France : 20 décembre 1961
- Visa de contrôle cinématographique : No 25.301
- Affiche : Vanni Tealdi (France)

## Distribution
- Bourvil : André Loriot, laborantin
- Pierrette Bruno : Juliette, la fiancée d'André
- Armand Mestral : Le docteur Clairac, le patron d’André et Juliette
- Harry-Max : Monsieur Crollebois, le serrurier
- Yvonne Clech : La dame de l'échange, professeur de musique
- Rosy Varte : La patronne du restaurant
- Léo Campion : Monsieur Van Hooten
- Mario David : Le moniteur de sport
- Maria Pacôme : Madame Gonzalès, la maîtresse du docteur
- Lucie Arnold : la serveuse brune du restaurant (à vérifier)
- Alan Beach
- Teddy Bilis : Le client de la table 8
- Solange Certain : la dame au bottin téléphonique
- Charpini : Le coiffeur
- Nicole Chollet : Une infirmière de la clinique
- Dominique Davray : La concierge de Loriot
- Chantal Deberg : la serveuse blonde du restaurant (à vérifier)
- Françoise Deldick : la promeneuse sous les arcades
- Max Desrau : L'homme taché au restaurant
- Maurice Garrel : Un agent de la circulation
- Lucien Guervil : Un agent de police
- Micheline Luccioni : Jeannette, une serveuse du restaurant
- Christian Marin : Un caissier de la banque
- Monique Messine : La fleuriste
- Albert Michel : Un homme à la clinique
- Antoinette Moya : La réceptionniste du laboratoire
- Gaston Ouvrard : Un client de la banque
- Mireille Perrey : La patronne du magasin Babylis
- Jean-Pierre Rambal : le quidam aux plusieurs apparitions
- Pierre Repp : L'amateur de fraises au restaurant
- Diane Wilkinson : L'Anglaise enceinte

Non crédités
- Étienne Bierry : L’agent devant l’ambassade étrangère
- Jean-Paul Coquelin : Un agent de police
- Grégoire Gromoff : Un autre possesseur de 2 CV
- Fulbert Janin : Le facteur
- Jacqueline Jefford : Une vendeuse du magasin Babylis
- Francis Lax : Le contrôleur du bus
- Pierre Maguelon : un client du restaurant
- Paul Mercey : L'homme de la cabine téléphonique
- Jimmy Perrys : Un homme à vélo
- Henri Poirier : un gendarme qui verbalise
- Jean Rupert : Auguste, le cuisinier du restaurant
- Alice Sapritch : Une cliente de la banque
- Tony Villemin : L'employé de la bijouterie
- Pierre Mirat

## Autour du film
- Le mot « tracassin », peu usité, avait été réactivé par Charles de Gaulle dans un discours du 2 octobre 1961[1].

## Récompense
- Le prix Courteline de l'humour cinématographique 1961 a été décerné à Bourvil pour son interprétation du « tracassé »[2].